# Hans-Josef Becker

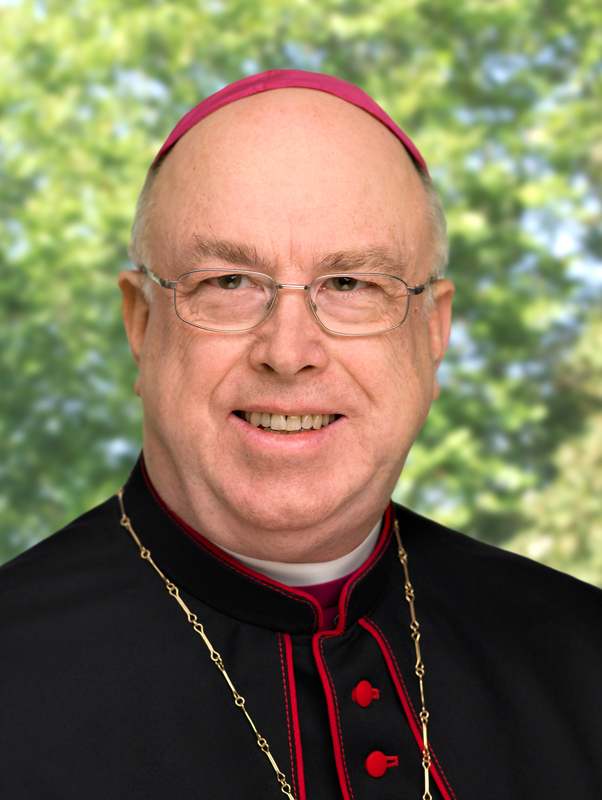
Erzbischof Hans-Josef Becker, 2005

Hans-Josef Becker (* 8. Juni 1948 in Belecke) ist ein deutscher römisch-katholischer Geistlicher und emeritierter Erzbischof von Paderborn.

## Leben
Hans-Josef Becker legte sein Abitur im Jahre 1967 in Rüthen ab. Anschließend absolvierte er ein Lehramtsstudium, das er mit dem zweiten Staatsexamen 1972 abschloss. Hierauf studierte er in Paderborn und München Katholische Theologie und Philosophie. Am 11. Juni 1977 empfing er durch den Paderborner Erzbischof Johannes Joachim Degenhardt die Priesterweihe. Von 1979 bis 1995 wirkte er als Seelsorger in Minden, Paderborn und Lippstadt. In den folgenden vier Jahren leitete Hans-Josef Becker die Zentralabteilung Pastorales Personal im Erzbischöflichen Generalvikariat in Paderborn.
Am 9. Dezember 1999 wurde er von Papst Johannes Paul II. zum Titularbischof von Vina ernannt und zum Weihbischof in Paderborn bestellt. Die Bischofsweihe spendete ihm am 23. Januar 2000 Erzbischof Johannes Joachim Kardinal Degenhardt; Mitkonsekratoren waren der damalige Weihbischof in Paderborn und spätere Bischof von Fulda Heinz Josef Algermissen und der damalige Weihbischof in Paderborn und spätere Erzbischof von München-Freising Reinhard Marx. Sein bischöflicher Wahlspruch ist In verbo autem tuo – Auf dein Wort hin (Lk 5,5).
Anfang 2002 wurde er zum Domkapitular ernannt, und nach dem Tode von Kardinal Degenhardt im Juli 2002 wählte ihn das Metropolitankapitel zum Diözesanadministrator des Erzbistums Paderborn. Nach seiner Wahl zum Erzbischof durch das Metropolitankapitel wurde Hans-Josef Becker am 3. Juli 2003 durch Papst Johannes Paul II. zum Erzbischof von Paderborn ernannt; die Amtseinführung fand am 28. September 2003 statt.
In der Deutschen Bischofskonferenz war Becker Mitglied der Vollversammlung und des Ständigen Rates. Seit 2006 hatte er den Vorsitz der Kommission für Erziehung und Schule inne. Er war als Vertreter der Deutschen Bischofskonferenz Mitglied des Zentralkomitees der deutschen Katholiken und dort Mitglied der „Gemeinsamen Konferenz“. Er war zudem Magnus Cancellarius der Theologischen Fakultät Paderborn.
Der Souveräne Malteserorden ernannte Erzbischof Hans-Josef Becker 2004 zum Großkreuz-Ehrenkonventualkaplan. 2005 wurde Hans-Josef Becker vom Kardinal-Großmeister Carlo Kardinal Furno zum Großoffizier des Ritterordens vom Heiligen Grab zu Jerusalem ernannt und am 21. Mai 2005 im Paderborner Dom durch Bischof Anton Schlembach, Großprior der deutschen Statthalterei, in den Orden investiert. 2016 wurde er in Nachfolge des Aachener Bischofs Heinrich Mussinghoff Prior der Ordensprovinz Rheinland-Westfalen des Päpstlichen Laienordens.
Im Juli 2012 wurde Erzbischof Becker vom Präsidenten des Päpstlichen Einheitsrates Kurt Kardinal Koch zum neuen Co-Präsidenten der Internationalen römisch-katholisch – altkatholischen Dialogkommission (IRAD) berufen. Papst Franziskus hob in einer Ansprache ausdrücklich hervor, dass die Arbeit dieser Dialogkommission in der Verständigung zwischen katholischer Kirche und der Utrechter Union der Altkatholischen Kirchen eine wichtige Rolle spielt.
Am 10. Juni 2022 veröffentlichte Erzbischof Becker ein Schreiben an Papst Franziskus, in dem er um Entpflichtung von seinen Aufgaben bat. Am 1. Oktober desselben Jahres nahm der Papst Beckers vorzeitiges Rücktrittsgesuch an.
Am 23. Oktober 2022 wurde Hans-Josef Becker in einem feierlichen Pontifikalamt im Paderborner Dom in den Ruhestand verabschiedet.

## Wappen und Wahlspruch

Wappen des Erzbischofs

Das Wappengeviert zeigt in Feld 1 ein goldenes Kreuz auf rotem Grund, das Wappen des Erzbistums Paderborn. Feld 2 zeigt ein goldenes Kreuz im Hirschgeweih auf blauem Grund, das Wappen der Benediktinerabtei Grafschaft, sein Geburtsort Belecke war bis 1803 Propstei des Klosters. Feld 3 zeigt einen grünen Pfauenwedel auf goldenem Grund, Symbol für den Heiligen Liborius, den Bistumspatron von Paderborn. Feld 4 zeigt ein rotes Ankerkreuz auf silber/weißem Grund, ein Hinweis, dass die Fürstbischöfe von Paderborn bis 1802 Grafen von Pyrmont waren.
Oben auf den Wappenschild das Pallium des Metropoliten, dahinter aufrecht stehend das Doppelkreuz des Erzbischofs und der grüne Bischofshut (Galero) mit 20 Quasten (fiocchi)  in vier Reihen, rechts und links herabhängend. Unterhalb des Schildes das Schriftband mit dem Wahlspruch.
Sein Wahlspruch lautet: In verbo autem tuo („Auf dein Wort hin“), die Worte Petrus’, es nach erfolglosem Fischfang mit Jesu Wort nochmals zu versuchen, aus dem Lukasevangelium (Lk 5,5 ).

## Ehrungen und Auszeichnungen
- Ehrenmitglied der katholischen Studentenverbindung K.D.St.V. Guestfalo-Silesia Paderborn im CV (2002)
- Komtur mit Stern des Ritterordens vom Heiligen Grab (2005)
- Aufnahme in die Bruderschaft von Santa Maria dell’Anima („Animabruderschaft“) (2013)